# Apanteles homoeosomae
Apanteles homoeosomae är en stekelart som beskrevs av Muesebeck 1933. Apanteles homoeosomae ingår i släktet Apanteles och familjen bracksteklar. Inga underarter finns listade i Catalogue of Life.